# گابریله زیفرت
گابریله زیفرت (آلمانی: Gabriele Seyfert؛ زادهٔ ۲۳ نوامبر ۱۹۴۸) اسکیت‌باز نمایشی زن اهل آلمان بود.